# Schlafwagen Paris–München
Schlafwagen Paris-München ist ein vom Deutschen Fernsehfunk produzierter Kriminalfilm aus dem Jahr 1965.

## Handlung
Der Kybernetik-Professor Charles Leduc arbeitet für das Computer-Unternehmen Unaumi in Paris. Da die Firma auch an geheimen Projekten fürs Militär arbeitet, wehrt sich Leduc gegen die Zusammenarbeit mit ausländischen Firmen. Als er im Schlafwagen unterwegs zu einem Kongress in München ist, wird der Privatdetektiv Frank Winter beauftragt, in Straßburg zuzusteigen und Leduc zu beschützen. Der Herr, der sich ihm im Zug als Leduc vorstellt, hält diese Sorge jedoch für unnötig. Als er am nächsten Morgen geweckt werden soll, ist er verschwunden.
Winter arbeitet mit dem Münchner Kommissar Marquardt an der Aufklärung des Falles: Es stellt sich heraus, dass Leduc schon zwischen Paris und Straßburg ermordet und aus dem Zug geworfen wurde und der angebliche Leduc in Wahrheit dessen Mörder ist. Als der Zug einmal auf freier Strecke wegen einer Baustelle halten musste, flüchtete er, während Winter und der Schaffner durch den Ohnmachtsanfall einer Mitreisenden, der Schauspielerin Jane Collins, abgelenkt waren.
Winter reist zu weiteren Nachforschungen nach Paris. Währenddessen wird seine Mitarbeiterin und Verlobte Chris Simon von zwei unbekannten Herren unter Druck gesetzt, ihnen die Filme der von Winter heimlich im Zug gemachten Fotos auszuhändigen und die Nachforschungen einzustellen. Zudem findet Chris heraus, dass Jane Collins, die auch als Fotomodell arbeitet, für eine Werbekampagne der Rheinwald AG engagiert war – einem Münchner Konkurrenzunternehmen von Unaumi.
Winter kehrt aus Paris zurück und erfährt, dass Kommissar Marquardt von dem Fall abgezogen wurde. Auch Winter soll seine Untersuchungen einstellen. Beide vermuten, dass etwas vertuscht werden soll, und ermitteln auf eigene Faust weiter.
Winter reist erneut nach Paris und trifft in Leducs Wohnung auf Mademoiselle Ardent, die ihn mit einer Waffe bedroht. Sie war eine Mitarbeiterin und Geliebte des Professors und entpuppt sich nun als Spionin der Konkurrenzfirma. Sie hat zusammen mit ihren Komplizen Pritzkow (der Chris wegen der Fotos bedrohte) und Cornelius (dem Mörder aus dem Zug) den Mord geplant, weil Leduc der Fusion der beiden Unternehmen im Weg stand.
Wieder in München, verhört Winter Jane Collins: Sie war beauftragt worden, den Ohnmachtsanfall im Zug als Ablenkungsmanöver vorzutäuschen, wusste aber nicht, dass es um einen Mord ging. Sie erwartet Cornelius am selben Abend in ihrer Wohnung. Winter und Marquardt beschatten die Wohnung, Cornelius kann aber über einen Nebengang unbemerkt eindringen. Kurz bevor Winter und Marquardt die Wohnung betreten, hören sie einen Schuss – Jane hat Cornelius in Notwehr erschossen.

## Produktion
Der Schwarzweißfilm wurde vom Deutschen Fernsehfunk produziert und am 24. Januar 1965 zum ersten Mal ausgestrahlt. In Rumänien wurde er am 9. Dezember 1965 unter dem Titel Expresul Paris-München veröffentlicht, in Ungarn lief er unter dem Titel A Párizs-München-i hálókocsi ab dem 12. Mai 1966 in den Kinos. 2019 wurde er von Studio Hamburg Enterprises auf DVD veröffentlicht.

## Rezeption
„[Die] erste halbe Stunde gestaltet sich durchaus spannend und aus dem Off werden auch die verschiedenen (verdächtigen) Mitreisenden vorgestellt. Danach wird die Handlung etwas banal [...]. Hannjo Hasse als Privatdetektiv bleibt eher blass [...]. Die Geschichte [...] hätte durchaus Potential gehabt, allerdings schöpfen weder Regie noch Dramaturgie dies voll aus. Immerhin interessant für einen in der DDR produzierten Krimi ist, dass der Protagonist ein Westdeutscher ist und dass weder dieser noch irgendeine andere Person negativ dargestellt wird. Positiv ist der gute Soundtrack von Wolfgang Pietsch anzumerken.“